# Sophie Broustal

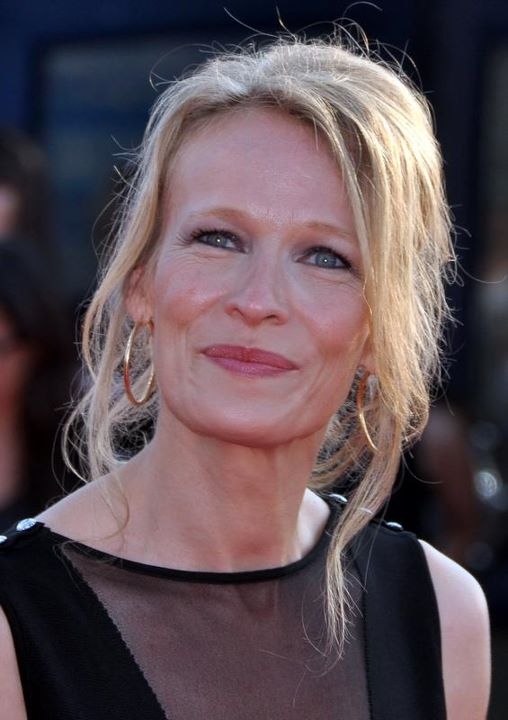
Sophie Broustal (2011)

Sophie Broustal (* 1967 in Frankreich) ist eine französische Schauspielerin.

## Leben
Sophie Broustal stammt aus einer alten bretonischen Familie, die nahe Trappes ansässig war. Sie nahm bei Francis Huster Schauspielunterricht und stand kurz davor, an einem Konservatorium ein Schauspielstudium zu beginnen, als sie eine Rolle in dem von Christian Vincent inszenierten Filmdrama Die Verschwiegene (1990) an der Seite von Fabrice Luchini und Judith Henry erhielt, sodass sie ohne Ausbildung eine Filmkarriere begann. Später spielte sie auch mehrmals Theater.
Broustal ist mit dem Schweizer Schauspieler Bruno Todeschini verheiratet und hat mit ihm seit 2006 ein gemeinsames Kind.

## Filmografie (Auswahl)
- 1990: Die Verschwiegene (La discrète)
- 1991: Nestor Burmas Abenteuer in Paris (Nestor Burma; Fernsehserie, 2 Folgen)
- 1992: Sweetheart (Toutes peines confondues)
- 1993: Der Anwalt (Un crime)
- 1994: Lisa und Antoine (Cache Cash)
- 1994: Germaine und Benjamin (Du fond du cœur)
- 1995: Ich bin eben anders (Charlotte dite ‚Charlie‘)
- 1996: Tagebuch eines Vergewaltigers (Cronaca di un amore violato)
- 1997: Eine Rose für den Maharadscha (Les mystères de Sadjurah)
- 2000: Sieben Wege ins Jenseits (Les 7 vies du docteur Laux)
- 2006: Kommissar Navarro (Navarro, Fernsehserie, 1 Folge)
- 2007: Le Candidat
- 2011: Braquo (Fernsehserie, 8 Folgen)
- 2017: Profiling Paris (Profilage, Fernsehserie, 2 Folgen)
- 2021: Sacha (Miniserie, 6 Folgen)
- 2022: Frieden, Liebe und Death Metal (Un año, una noche)